# Iddrisu Baba
Iddrisu Baba, né le 22 janvier 1996 à Accra au Ghana, est un footballeur international ghanéen. Il joue actuellement au poste de milieu central à l'UD Almería.

## Biographie

### Jeunesse et formation
Originaire d'Accra au Ghana, Iddrisu Baba est formé en Espagne par le CD Leganés avant de rejoindre en janvier 2014 le RCD Majorque. Il évolue notamment dans l'équipe B pendant plusieurs saisons et fait un passage d'une année en prêt au Barakaldo CF avant de retourner dans son club formateur.

### RCD Majorque
Iddrisu Baba fait ses débuts avec le RCD Majorque le 19 août 2018, lors de la première journée de la saison 2018-2019 de deuxième division espagnole face au CA Osasuna. Il entre en cours de partie lors de cette rencontre qui se solde par la victoire des siens (1-0). Lors de la saison 2018-2019, il dispute un total de 25 matchs en Segunda División. Le 3 juillet 2019 il prolonge son contrat jusqu'en juin 2022.
Il inscrit son premier but en Liga le 2 octobre 2021 contre le Levante UD. Il est l'unique buteur de la rencontre et donne donc la victoire à son équipe.

### UD Almería
Le 10 août 2023, Iddrisu Baba rejoint le UD Almería sous la forme d'un prêt d'une saison avec option d'achat.

### En sélection nationale
Iddrisu Baba honore sa première sélection avec l'équipe nationale du Ghana le 14 novembre 2019, à l'occasion d'un match de qualification pour la coupe d'Afrique des nations contre l'Afrique du Sud. Baba est titularisé ce jour-là et son équipe s'impose sur le score de deux buts à zéro.
En décembre 2021, Baba est retenu par le sélectionneur Milovan Rajevac pour participer à la coupe d'Afrique des nations.